# Aslan Tkhakushinov

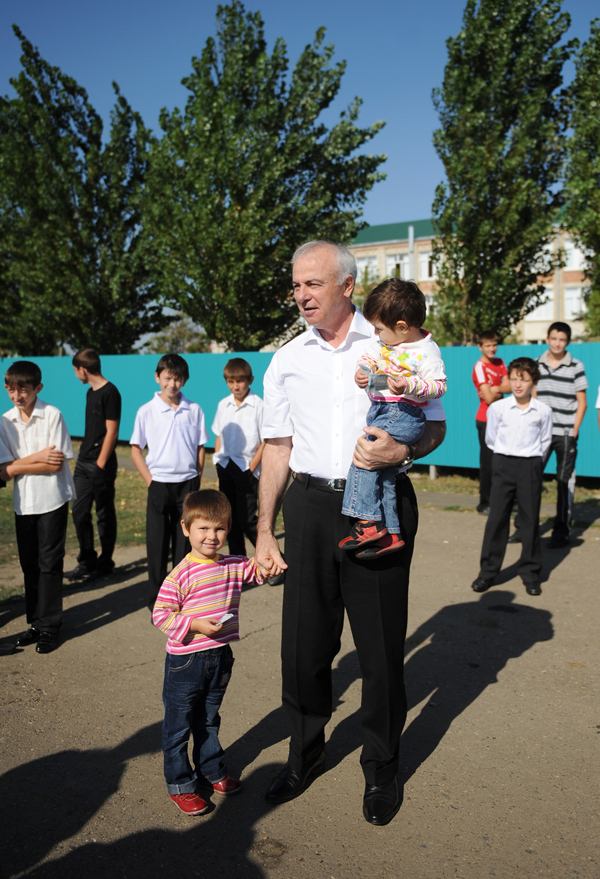
Imagem de Aslan Tkhakushinov

Aslan(cheriy) Kitovich Tkhakushinov (Russo: Асланчерий Китович Тхакушинов; Adiguês: ТхьакIущынэ Аслъан Кытэ ыкъор);(Ulyap, 12 de julho de 1947) é ex-presidente da República da Adiguésia, Rússia. Foi sucedido por Murat Kumpilov, que supostamente é sobrinho da sua esposa, em 12 de janeiro de 2017.
Tkhakushinov nasceu na vila de Ulyap, no Distrito Krasnogvardeysky e graduou-se em 1971 pela Adyghean State Pedagogical University. Ele obteve graduação em Sociologia pela mesma universidade em 1977. Trabalhou para a Maykop State Technical University de 1983 até 2006, tornando-se presidente da Universidade em 1994.